# همان دریا، همان ساحل
همان دریا، همان ساحل (ایتالیایی: Stesso mare stessa spiaggia) یک فیلم کمدی سکسی سبک ایتالیایی به کارگردانی آنجلو پاناچو است که در سال ۱۹۸۳ منتشر شد.

## گزیدهٔ بازیگران
- رنتسو مونتانیانی
- فرانچسکا رومانا کولوتسی
- فرانکو دیوجنه
- لوچانا تورینا
- چینتسیا د کارولیس
- تیبریو مورجا
- سیندی لدبتر